# IBA da Ponta do Cintrão
A IBA da Ponta do Cintrão localiza-se no promontório da Ponta do Cintrão, concelho da Ribeira Grande, ilha de São Miguel, dentro das coordenadas geográficas de 37º 50´ Norte e 25º 29´ Oeste.
Esta IBA, abreviatura é proveniente da frase internacional em língua inglesa (Important Bird Area), traduzível como Zona Importante de Aves, é na prática uma Zona de Protecção Especial para Aves Selvagens, principalmente as migratórias marítimas.
Ocupa uma Área de 29 hares e uma cota de altitude que se estende desde o nível do mar até aos 79 metros de altitude.

## Descrição
Esta Zona de Protecção Especial para Aves Selvagens estende-se ao longo da costa tendo início do lado oeste na Ponta da Ribeirinha e estende-se até às proximidades do Porto Piscatório de Santa Iria.
Esta zona de protecção estende-se ao longo de uma faixa que vai desde a beira-mar até ao rebordo da falésia. As principais áreas de habitat encontram-se nas falésias onde predomina uma vegetação típica das zonas costeiras macaronésicas, onde predominam as zonas de matos macaronésicos endémicos tais como a Vassoura, Erica azorica, o Feto marínho, (Asplenium marinum) ou o Bracel, (Festuca jubata), e uma vegetação vivaz típica das costas de calhaus rolados.
O habitat é formando por abundantes aglomerados de Erica Azorica, principalmente nas limites das falésias. Nas zonas rochosas que compõem algumas das falésias, pequenos ilhéus e em zonas de cascalho é vegetação é mais escassa.
Aparece também vegetação exótica, introduzida pelo homem na ilha e cujas sementes a natureza se encarregou se de disseminar.
Esta zona tem uma importância ornitológica que se prende particularmente para as aves marinhas que aqui nidificam, particularmente a Cagarra Calonectris diomedea e o Pintainho Puffinus assimilis.
Apesar da sua importância para a protecção das aves migratórias, particularmente as que atravessam o Oceano Atlântico, vindas do Continente Africano e Americano esta área não tem, à data, qualquer protecção nacional ou internacional, usufruindo apenas de protecção Regional.
Os principais Predadores terrestres foram introduzidos artificialmente. Consistem de gatos, cães ferais, ratos e mustelídeos, que provavelmente limitam a nidificação da maioria das aves marinhas presentes, particularmente os procelariformes de menor dimensão e que também por isso são vulneráveis, aliado facto de que nidificam em cavidades no solo ou no cascalho e portanto de fácil acesso pelos predadores.
A invasão e proliferação de plantas exóticas, como é o caso da Cana Arundo donax, veio acarretar uma perda de habitat de nidificação do espaço disponível para os procelariformes.
A monitorização das várias colónias de aves marinhas aqui existentes ocorre desde 1995, sob financiamento europeu.
O solo em redor é utilizado para a agricultura; turismo, recreio; conservação da natureza e, pelas suas características, para investigação.

## Principais espécies de aves observáveis
- Calonectris diomedea - Cagarra
- Larus cachinnans - Gaivota
- Sterna hirundo - Garajau-comum
- Sterna dougallii - Garajau-rosado
- Sterna fuscata - Garajau-escuro
- Columba livia - Pombo-da-rocha

### Espécies nidificantes nos Açores
- Pterodroma feae - Freira-do-bugio
- Calonectris diomedea - Cagarro
- Puffinus puffinus - Estapagado
- Oceanodroma castro - Angelito
- Phaethon aethereus - Rabo-de-palha
- Anas crecca - Marrequinho
- Anas platyrhynchos - Pato-real
- Coturnix coturnix - Codorniz
- Gallinula chloropus - Galinha-d'água
- Charadrius alexandrinus - Borrelho-de-coleira-interrompida
- Gallinago gallinago - Narceja
- Scolopax rusticola - Galinhola
- Larus cachinnans - Gaivota
- Sterna hirundo - Garajau-comum
- Sterna dougallii - Garajau-rosado
- Sterna fuscata - Garajau-escuro
- Columba livia - Pombo-da-rocha
- Columba palumbus azorica - Pombo-torcaz-dos-Açores
- Asio otus - Mocho-pequeno
- Motacilla cinerea - Alvéola-cinzenta
- Sturnus vulgaris - Estorninho-malhado
- Sylvia atricapilla - Toutinegra-de-barrete-preto
- Regulus regulus - Estrelinha
- Erithacus rubecula - Pisco-de-peito-ruivo
- Turdus merula - Melro-preto
- Passer domesticus - Pardal-comum
- Pyrrhula murina - Priôlo
- Serinus canaria - Canário
- Carduelis chloris - Verdelhão
- Carduelis carduelis - Pintassilgo